# Canton de Goncelin
Le canton de Goncelin est une ancienne division administrative française regroupant plusieurs communes du département de l'Isère dans la région Rhône-Alpes en France.

## Géographie
Ce canton était organisé autour de Goncelin dans l'arrondissement de Grenoble. Son altitude variait de 219 m (Froges) à 2 440 m (Les Adrets) pour une altitude moyenne de 442 m.

## Histoire
De 1833 à 1848, les cantons d'Allevard et de Goncelin avaient le même conseiller général.

## Représentation

### Conseillers généraux de 1833 à 2015
| Période                                  | Période          | Identité                        | Étiquette                | Qualité                                                                                                   |
| ---------------------------------------- | ---------------- | ------------------------------- | ------------------------ | --- |
| 1833                                     | 1848             | François Dutrait-Desayes        |                          | Avocat à Grenoble Maire de Saint-Pierre-d'Allevard (1825-1833 et 1838-1840)                               |
| 1848                                     | 1852             | Jean Cartier-Millon             |                          | Notaire, maire des Adrets                                                                                 |
| 1852                                     | 1861 (décès)     | Etienne Honoré Victor Coppier   |                          | Ancien officier                                                                                           |
| 1861                                     | 1870             | Pierre Eugène Sachet            |                          | Juge de paix, notaire à Goncelin                                                                          |
| 1870                                     | 1871             | Clément Benoît Drier de Laforte |                          | Propriétaire et industriel, Theys                                                                         |
| 1871                                     | 1895             | Louis Jourdanet                 | Républicain              | Notaire à Goncelin                                                                                        |
| 1895                                     | 1905 (démission) | Joseph Hippolyte Boullier       | Rad.                     | Pharmacien à Goncelin Nommé directeur de l'asile départemental du Perron à Saint-Sauveur                  |
| 1905                                     | 1907             | Gustave Rivet                   | Rad.                     | Enseignant et auteur dramatique Député (1883-1903) - Sénateur (1903-1924)                                 |
| 1907                                     | 1913             | Auguste Joseph Duin (1871-1941) | Républicain progressiste | Viticulteur à Villard Noir, Pontcharra                                                                    |
| 1913                                     | 1919             | Pierre Escarfail (1857-1940)    | Républicain              | Industriel papetier à Pontcharra                                                                          |
| 1919                                     | 1925             | Camille Argoud                  | Rad.                     | Retraité des Ponts et Chaussées Maire des Adrets                                                          |
| 1925                                     | 1937 (décès)     | Joseph Paganon                  | Rad.                     | Ingénieur Maire de Laval (1919-1937) Député (1924-1935) Sénateur (1935-1937) Ministre (1932-1934 et 1935) |
| 1937                                     | 1940             | Gaston Guerre (1905-1979)       | Rad.                     | Conseiller municipal de Tencin                                                                            |
|                                          |                  |                                 |                          | |
| 1945                                     | 1964             | Clément Vizioz                  | Rad.                     | Contremaître à Ugine, propriétaire à Saint-Maximin, ancien conseiller d'arrondissement                    |
| 1964                                     | 1975 (décès)     | Pierre Pissetty (1898-1975)     | SFIO-PS                  | Conducteur de chantier Maire du Cheylas (1934-1940 et 1944-1971)                                          |
| 1975                                     | 1982             | Georges Zougs (1909-1990)       | PS                       | Maire de Theys (1971-1983)                                                                                |
| 1982                                     | 1988 (décès)     | Augustin Giraud (1926-1988)     | PS                       | Décédé accidentellement le 23 décembre 1988                                                               |
| 1989                                     | 2015             | Charles Bich                    | PS                       | Enseignant Vice-président du Conseil général Maire de Pontcharra (1983-2014)                              |
| Les données manquantes sont à compléter. |                  |                                 |                          | |

### Conseillers d'arrondissement (de 1833 à 1940)
| Période                                  | Période      | Identité                  | Étiquette   | Qualité |
| ---------------------------------------- | ------------ | ------------------------- | ----------- | --- |
| 1833                                     | 1848         | M. Gautier                |             | Propriétaire, conseiller municipal de Goncelin                                                              |
|                                          |              |                           |             | |
|                                          | 1885 (décès) | Albin Giraud (1821-1885)  |             | Maire de Pontcharra, Président du Conseil d'arrondissement                                                  |
|                                          |              |                           |             | |
| 1892                                     |              | M. Serrel                 | Républicain | |
|                                          |              |                           |             | |
| 1919                                     | 1937 (décès) | Gaston Durand (1873-1937) | Radical     | Banquier, maire de Goncelin                                                                                 |
| 1937                                     | 1940         | Clément Vizioz            | Radical     | Contremaître à Ugine, propriétaire à Saint-Maximin                                                          |
| 1940                                     |              |                           |             | Les conseils d'arrondissement ont été suspendus par la loi du 12 octobre 1940 et n'ont jamais été réactivés |
| Les données manquantes sont à compléter. |              |                           |             | |

## Composition
Le canton de Goncelin groupait douze communes et comptait 22 455 habitants (recensement de 2010 sans doubles comptes).
| Nom                  | Code Insee | Intercommunalité          | Superficie (km2) | Population (dernière pop. légale) | Densité (hab./km2) |
| -------------------- | ---------- | ------------------------- | ---------------- | --------------------------------- | ------------------ |
| Goncelin (chef-lieu) | 38181      | CC Le Grésivaudan         | 14,36            | 2 277 (2014)                      | 159                |
| Les Adrets           | 38002      | CC Le Grésivaudan         | 16,15            | 982 (2014)                        | 61                 |
| Le Champ-près-Froges | 38070      | CC Le Grésivaudan         | 4,83             | 1 215 (2014)                      | 252                |
| Le Cheylas           | 38100      | CC Le Grésivaudan         | 8,44             | 2 639 (2014)                      | 313                |
| Froges               | 38175      | CC Le Grésivaudan         | 6,43             | 3 332 (2014)                      | 518                |
| Hurtières            | 38192      | CC Le Grésivaudan         | 3,35             | 172 (2014)                        | 51                 |
| Morêtel-de-Mailles   | 38262      | CC du Pays du Grésivaudan | 6,71             | 448 (2013)                        | 67                 |
| La Pierre            | 38303      | CC Le Grésivaudan         | 3,31             | 557 (2014)                        | 168                |
| Pontcharra           | 38314      | CC Le Grésivaudan         | 15,58            | 7 289 (2014)                      | 468                |
| Saint-Maximin        | 38426      | CC Le Grésivaudan         | 10,35            | 647 (2014)                        | 63                 |
| Tencin               | 38501      | CC Le Grésivaudan         | 6,75             | 1 940 (2014)                      | 287                |
| Theys                | 38504      | CC Le Grésivaudan         | 35,77            | 1 959 (2014)                      | 55                 |

## Démographie
| 1962   | 1968   | 1975   | 1982   | 1990   | 1999   | 2006   | 2011   | 2012   |
| ------ | ------ | ------ | ------ | ------ | ------ | ------ | ------ | ------ |
| 11 380 | 12 530 | 13 335 | 14 805 | 16 367 | 19 206 | 21 736 | 22 675 | 23 010 |

## Redécoupage des cantons de l'Isère en 2015
Le 23 novembre 2013, la nouvelle carte cantonale de l'Isère a été présenté par le préfet Richard Samuel et, voté par l'Assemblée départementale de l'Isère. Le Conseil d'État publie le décret n°2014-180, le 18 février 2014, validant le redécoupage cantonal du département.
Les 12 communes du canton de Goncelin sont rattachées au canton du Haut-Grésivaudan (bureau centralisateur : Pontcharra) depuis les élections départementales de 2015.